# Shigure (tàu khu trục Nhật)

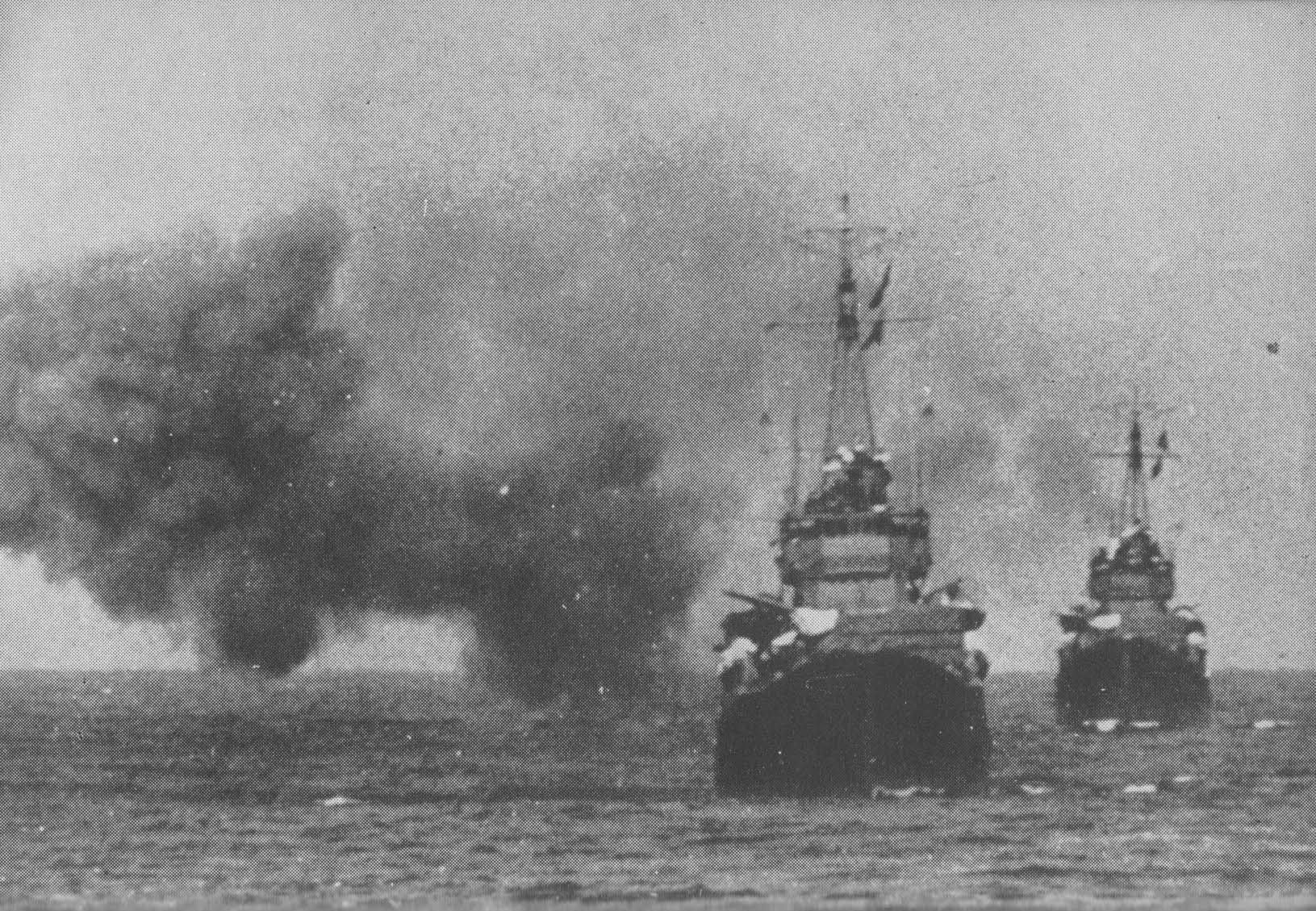
Các tàu khu trục Shigure và Samidare hoạt động ngoài khơi bờ biển Bougainville trong quần đảo Solomon, vài giờ trước trận Hải chiến Vella Lavella vào ngày 7 tháng 10 năm 1943.

Shigure (tiếng Nhật: 時雨) là một tàu khu trục hạng nhất của Hải quân Đế quốc Nhật Bản, thuộc lớp tàu khu trục Shiratsuyu bao gồm mười chiếc. Shigure đã từng tham gia nhiều hoạt động tại Mặt trận Thái Bình Dương trong Chiến tranh Thế giới thứ hai. Cùng với tàu khu trục Yukikaze, nó có được danh tiếng trong Hải quân Nhật như là con tàu "may mắn" hoặc "không thể chìm", do đã sống sót qua nhiều trận chiến, có những lúc là chiếc duy nhất còn lại. Tuy nhiên cuối cùng nó cũng bị tàu ngầm Mỹ Blackfin đánh chìm trong vịnh Thái Lan vào ngày 24 tháng 1 năm 1945.

## Thiết kế và chế tạo
Lớp tàu khu trục Shiratsuyu là phiên bản cải tiến dựa trên lớp tàu khu trục Hatsuharu, được thiết kế để tháp tùng lực lượng tấn công chủ lực của Hải quân Nhật Bản, và để tiến hành những cuộc tấn công cả ngày và đêm bằng ngư lôi nhằm vào Hải quân Hoa Kỳ khi chúng vượt băng qua Thái Bình Dương, theo kế hoạch của học thuyết chiến lược hải quân Nhật Bản. Mặc dù là một trong những lớp tàu khu trục mạnh mẽ nhất thế giới khi hoàn tất, không có chiếc nào sống sót qua cuộc Chiến tranh Thái Bình Dương.
Shigure, là chiếc thứ hai trong số sáu tàu khu trục được chế tạo trong Chương trình Bổ sung Vũ khí Hải quân Nhật Bản (1931) (Maru Ichi Keikaku); nó được đặt lườn tại xưởng đóng tàu của hãng Uraga Dock Company vào ngày 9 tháng 12 năm 1933, được hạ thủy vào ngày 18 tháng 5 năm 1935, và được đưa ra hoạt động vào ngày 7 tháng 9 năm 1936.

## Lịch sử hoạt động
Vào lúc xảy ra cuộc Tấn công Trân Châu Cảng, Shigure được phân về Đội 27 của Hải đội Khu trục 1 trực thuộc Hạm đội 1 Hải quân Đế quốc Nhật Bản, và được giữ lại vùng biển nhà Nhật Bản trong thành phần tuần tra chống tàu ngầm bảo vệ cho lực lượng thiết giáp hạm Nhật Bản. Vào đầu năm 1942, nó đảm nhiện vai trò hộ tống các đoàn tàu vận tải, vào giữa tháng 2 đã hộ tống chiếc tàu sân bay Zuihō đi đến Davao và quay trở về Hashirajima. Đến tháng 4, nó hộ tống các tàu sân bay Shōkaku và Zuikaku đi từ Mako đến Truk. Trong trận chiến biển Coral vào các ngày 7–8 tháng 5, Shigure nằm trong thành phần hộ tống cho lực lượng tấn công của Đô đốc Takeo Takagi, và được phân về Lực lượng Tấn công Quần đảo Aleut dưới quyền Đô đốc Shirō Takasu trong thời gian diễn ra trận Midway vào các ngày 4–6 tháng 6. Shigure được điều trở về Hạm đội 2 vào ngày 14 tháng 7 sau khi chiến dịch Midway bị hủy bỏ.
Vào giữa tháng 8, Shigure hộ tống hạm đội quay trở lại Truk, nơi nó được bố trí hộ tống các tàu vận chuyển binh lính để tái chiếm đảo san hô Makin sau cuộc tấn công Makin. Đến tháng 9, Shigure đặt căn cứ ngoài khơi Jaluit trong quần đảo Marshall, giúp vào việc củng cố Abemama trong quần đảo Gilbert và Ndeni thuộc quần đảo Santa Cruz, trước khi hộ tống một đoàn tàu vận tải chuyển binh lính từ Palau đến Rabaul vào ngày 24 tháng 9. Trong tháng 10 và tháng 11, nó thực hiện tám chuyến vận chuyển tốc độ cao "Tốc hành Tokyo" đến Guadalcanal. Trong trận Hải chiến Guadalcanal thứ nhất vào đêm 12–13 tháng 11 năm 1942, nó nằm trong lực lượng bảo vệ từ xa, và đã không trực tiếp chiến đấu, nhưng đã tham gia cứu vớt những người còn sống sót từ chiếc thiết giáp hạm Hiei. Đến cuối năm, nó hộ tống tàu sân bay Chūyō từ Truk quay trở về Yokosuka và quay trở lại Truk.
Vào giữa tháng 1 năm 1943, Shigure hộ tống một đoàn tàu chuyển binh lính t̀ư Truk đến Shortland, và sau đó được phân công trong "Chiến dịch KE" bảo vệ cuộc triệt thoái lực lượng còn lại khỏi Guadalcanal. Nó quay trở về Sasebo vào giữa tháng 2 để sửa chữa, rồi quay trở lại Truk vào giữa tháng 3, hộ tống các tàu sân bay Chūyō và Taiyō từ Truk đến Yokosuka vào giữa tháng 4 rồi quay trở lại cùng với Chūyō và Unyō vào cuối tháng. Đến giữa tháng 5, nó hộ tống thiết giáp hạm Musashi từ Truk đến Yokosuka, rồi quay trở lại Truk vào ngày 21 tháng 6. Trong tháng 7, nó được phân công tháp tùng tàu tuần dương Nagara trong nhiều hoạt động chung quanh quần đảo Solomon, rồi được điều trở về Hạm đội 2 vào ngày 20 tháng 7. Nó thực hiện một chuyến đi "Tốc hành Tokyo" vận chuyển binh lính đến vịnh Rekata vào ngày 27 tháng 7, và đến Kolombangara vào ngày 1 tháng 8.
Trong Trận chiến vịnh Vella vào ngày 6-7 tháng 8, Shigure là chiếc duy nhất trong số bốn tàu khu trục Nhật thoát được. Trong trận chiến ngoài khơi Horaniu vào ngày 17-18 tháng 8, một lần nữa nó đối đầu với các tàu khu trục Mỹ mà không bị thiệt hại trong khi hỗ trợ cho một nhiệm vụ vận chuyển binh lính đến Vella Lavella. Vào cuối tháng 8, nó thực hiện hai chuyến đi triệt thoái binh lính khỏi vịnh Rekata, trong đó một chuyến bị hủy bỏ, và chuyến đi đến Tuluvu và đến Buka, Papua New Guinea trong tháng 9. Vào cuối tháng 9 và đầu tháng 10, nó hộ tống cho hai chuyến triệt thoái binh lính khỏi Kolombangara. Nó cũng hỗ trợ việc triệt thoái binh lính trong trận Vella Lavella vào ngày 6-7 tháng 10, và góp phần vào việc đánh chìm tàu khu trục USS Selfridge. Trong thời gian còn lại của tháng 10, nó còn tham gia bốn chuyến đi vận chuyển đến các điểm khác nhau tại New Guinea. Trong Trận chiến vịnh Nữ hoàng Augusta vào ngày 2 tháng 11, nó đối đầu với một đội hình tàu tuần dương và tàu khu trục Mỹ, nhưng không bị hư hại. Sau khi thực hiện chuyến vận chuyển binh lính cuối cùng đến Buka vào ngày 6 tháng 11, nó hộ tống một đoàn tàu vận tải từ Rabaul đến Truk, cứu vớt 70 người sống sót từ chiếc tàu vận tải Tokyo Maru trên đường đi vào ngày 10 tháng 11. Nó quay trở về Sasebo vào giữa tháng 11 để sửa chữa. Khởi hành từ Sasebo vào ngày 24 tháng 12, nó va chạm với một tàu đánh cá tại eo biển Bungo, và bị buộc phải quay trở lại Sasebo để sửa chữa.
Vào tháng 1 năm 1944, Shigure hộ tống chiếc tàu hàng Nhật Irako đi từ Yokosuka đến Truk, vào đầu tháng 2 hộ tống các đoàn tàu chở dầu từ Truk đến Tarakan và Balikpapan. Nó bị hư hại nặng trong một cuộc không kích của máy bay Hải quân Hoa Kỳ xuống Truk, chịu một quả bom trúng trực tiếp vào tháp pháo số 2, làm thiệt mạng 21 người và bị thương 45 người khác. Nó phải rút lui về Palau để sửa chữa khẩn cấp, rồi quay về Sasebo vào ngày 22 tháng 3, nơi tháp pháo hư hại được tháo dỡ thay thế bằng hai khẩu đội 25 mm Kiểu 96 phòng không ba nòng. Sau khi công việc sửa chữa hoàn tất vào ngày 11 tháng 5, nó hộ tống thiết giáp hạm Musashi cùng các tàu sân bay Chitose, Chiyoda và Zuihō đến Tawitawi, và từ đó đi đến Davao. Sang tháng 6, nó được phân công trong "Chiến dịch KON" tăng cường lực lượng cho Biak nhằm đối phó cuộc đổ bộ của lực lượng Mỹ. Shigure đã cứu vớt 110 người sống sót từ chiếc tàu khu trục Harusame vào ngày 8 tháng 6, rồi đối đầu với một nhóm tàu tuần dương và tàu khu trục Đồng Minh, bị bắn trúng hai phát, khiến bảy thủy thủ tử trận và 15 người khác bị thương.
Từ ngày 19 đến ngày 20 tháng 6, Shigure có mặt trong Trận chiến biển Philippine như thành phần "Lực lượng B" của Đô đốc Takatsugu Jōjima, và đã giúp vào việc cứu vớt những người sống sót từ chiếc tàu sân bay Hiyō. Đến tháng 7, nó được phân công hộ tống đoàn tàu vận tải chuyển binh lính từ Kure đến Okinawa, rồi trong tháng 8 tháp tùng tàu tuần dương Kinu trong nhiệm vụ vận chuyển từ Singapore đến Brunei, Manila và Palau, rồi quay về ngang qua Cebu.
Vào tháng 10, Shigure khởi hành từ Lingga và Brunei, và đã có mặt trong Trận chiến vịnh Leyte vào các ngày 22-25 tháng 10. Nó bị hư hại nhẹ khi bị ném trúng trực tiếp một quả bom vào tháp pháo phía trước vào ngày 24 tháng 10 trong một cuộc không kích, làm thiệt mạng năm người và bị thương sáu người khác. Nó tiếp tục bị hư hại trong Trận chiến eo biển Surigao, khi một quả đạn pháo bắn trúng đích cùng nhiều phát suýt trúng đã gây hư hỏng hệ thống vô tuyến, la bàn định vị và bánh lái, nhưng nó là chiếc tàu chiến duy nhất của "Lực lượng phía Nam" sống sót sau trận đánh, và đã cố lếch trở về Brunei vào ngày 27 tháng 10.
Shigure quay trở về Sasebo để sửa chữa vào tháng 11, có thể đã đánh chìm tàu ngầm Mỹ USS Growler trên đường đi ngoài khơi Mindoro vào ngày 8 tháng 11. Nó được phân về Hạm đội 5 vào ngày 15 tháng 11, rồi lại chuyển sang Hạm đội 2 vào ngày 20 tháng 11. Nó rời Kure vào ngày 17 tháng 12 cùng với tàu sân bay Unryū hướng đến Manila. Sau khi Unryū bị tàu ngầm Mỹ USS Redfish đánh chìm, Shigure cùng tàu khu trục Momi đã vớt 146 người sống sót.
Vào ngày 25 tháng 1 năm 1945, trong khi hộ tống một đoàn tàu vận tải từ Hong Kong đi đến Singapore, Shigure trúng phải ngư lôi phóng từ tàu ngầm Mỹ USS Blackfin trong vịnh Thái Lan, cách khoảng 160 dặm (260 km) về phía Đông Kota Bharu thuộc Malaya ở tọa độ 06°00′B 103°48′Đ / 6°B 103,8°Đ. Nó chìm chậm chạp, cho phép 270 người sống sót rời tàu, và chỉ có 37 thủy thủ thiệt mạng. Những người sống sót được các tàu hộ tống Kanju và Miyake cứu vớt.
Shigure được rút khỏi danh sách Đăng bạ Hải quân vào ngày 10 tháng 3 năm 1945.